# Roberto Rivas
Roberto Carlos Rivas Ribera (Cochabamba, 9 de junio de 1985) es un futbolista boliviano que juega como guardameta y su equipo actual es Gualberto Villarroel de la Primera División de Bolivia.

## Clubes
| Club                 | País    | Año         |
| -------------------- | ------- | ----------- |
| Aurora               | Bolivia | 2007 - 2010 |
| San José             | Bolivia | 2011        |
| Jorge Wilstermann    | Bolivia | 2011        |
| Aurora               | Bolivia | 2012 - 2013 |
| San José             | Bolivia | 2013 - 2014 |
| Enrique Happ         | Bolivia | 2014        |
| San José             | Bolivia | 2015        |
| Huanuni              | Bolivia | 2016        |
| San José             | Bolivia | 2017 - 2020 |
| Nacional Potosí      | Bolivia | 2021        |
| Sur-Car              | Bolivia | 2022        |
| Gualberto Villarroel | Bolivia | 2023 -      |

## Palmarés

### Títulos nacionales
| Título             | Club                 | Año           |
| ------------------ | -------------------- | ------------- |
| Primera División   | Aurora               | Clausura 2008 |
| Primera División   | San José             | Clausura 2018 |
| Copa Simón Bolívar | Gualberto Villarroel | 2023          |